# Venera 4
La Venera 4 (Венера 4) fou una sonda espacial no tripulada del programa Venera de la Unió Soviètica, destinada a l'exploració del planeta Venus mitjançant un mòdul que havia de desprendre's de la sonda principal, penetrar en l'atmosfera i aterrar a la superfície.
La Venera 4 fou llançada en una Tyazheliy Spútnik (67-058B) el 12 de juny de 1967 a les 02:40 UTC, amb la missió de fer estudis atmosfèrics directes. El 18 d'octubre d'aquell any entrà en l'atmosfera de Venus i alliberà una càpsula amb dos termòmetres, un baròmetre, un altímetre, un analitzador de densitat atmosfèrica, 11 analitzadors de gasos i dos emissors de radiofreqüència. El mòdul principal duia un magnetòmetre, detectors de raigs còsmics, espectròmetres centrats en les línies Lyman-alfa per a detectar hidrogen i oxigen atòmics i trampes per a partícules carregades. La càpsula retornà senyals cap a la Terra i obrí un sistema de paracaigudes fins a una altura de 24,96 km, moment en què es perdé la comunicació. El lloc estimat d'aterratge es troba al voltant de 19° N – 38° E.

## La missió
El juny de 1967 es van posar en marxa dues sondes 4V-1 nominalment idèntiques. La primera sonda, Venera 4, va ser llançada el 12 de juny per un coet portador Molniya-M des del cosmòdrom de Baikonur. El 29 de juliol es va realitzar una correcció del seu curs quan es trobava a 12 milions de quilòmetres de la Terra; en cas contrari, la sonda hauria perdut Venus. Tot i que es van planejar de fer dues correccions, la primera va ser prou precisa i, per tant, es va cancel·lar la segona correcció. El 18 d'octubre de 1967, la nau espacial va entrar a l'atmosfera venusiana amb l'objectiu d'aterrar en un lloc estimat a prop de 19 ° N 38 ° E. La segona sonda, Kosmos 167, es va llançar el 17 de juny, però no va poder sortir de l'òrbita baixa terrestre.
Durant l'entrada a l'atmosfera venusiana, la temperatura de l'escut tèrmic va pujar a 11.000 ° C (19.800 ° F) i en un moment determinat la desacceleració de la cabina va arribar a 300 G. El descens va durar 93 minuts. La càpsula va desplegar el seu paracaigudes a una altitud d'uns 52 quilòmetres (32 milles) i va començar a enviar dades sobre la pressió, la temperatura i la composició de gasos a la Terra. El control de temperatura va mantenir l'interior de la càpsula a -8 ° C (18 ° F). A una altitud de 52 km es va registrar una temperatura 33 ° C (91 ° F) i una pressió atmosfèrica inferior a 1 atmosfera estàndard (100 kPa). A partir dels 26 km, la temperatura va pujar fins als 262 ° C (504 ° F) i la pressió va augmentar a 22 atmosferes estàndard (2.200 kPa) i la transmissió del senyal es interrompre. La composició atmosfèrica es va poder mesurar en 90–93% de diòxid de carboni, 0,4-0,8% d'oxigen, 7% de nitrogen i 0,1-1,6% de vapor d'aigua.
Tot i que la càpsula no assolí la superfície, proporcionà els primers mesuraments directes de la temperatura, que demostraren que Venus és extremadament calent i que l'atmosfera era molt més densa que el que s'esperava.

### Radioaltímetre

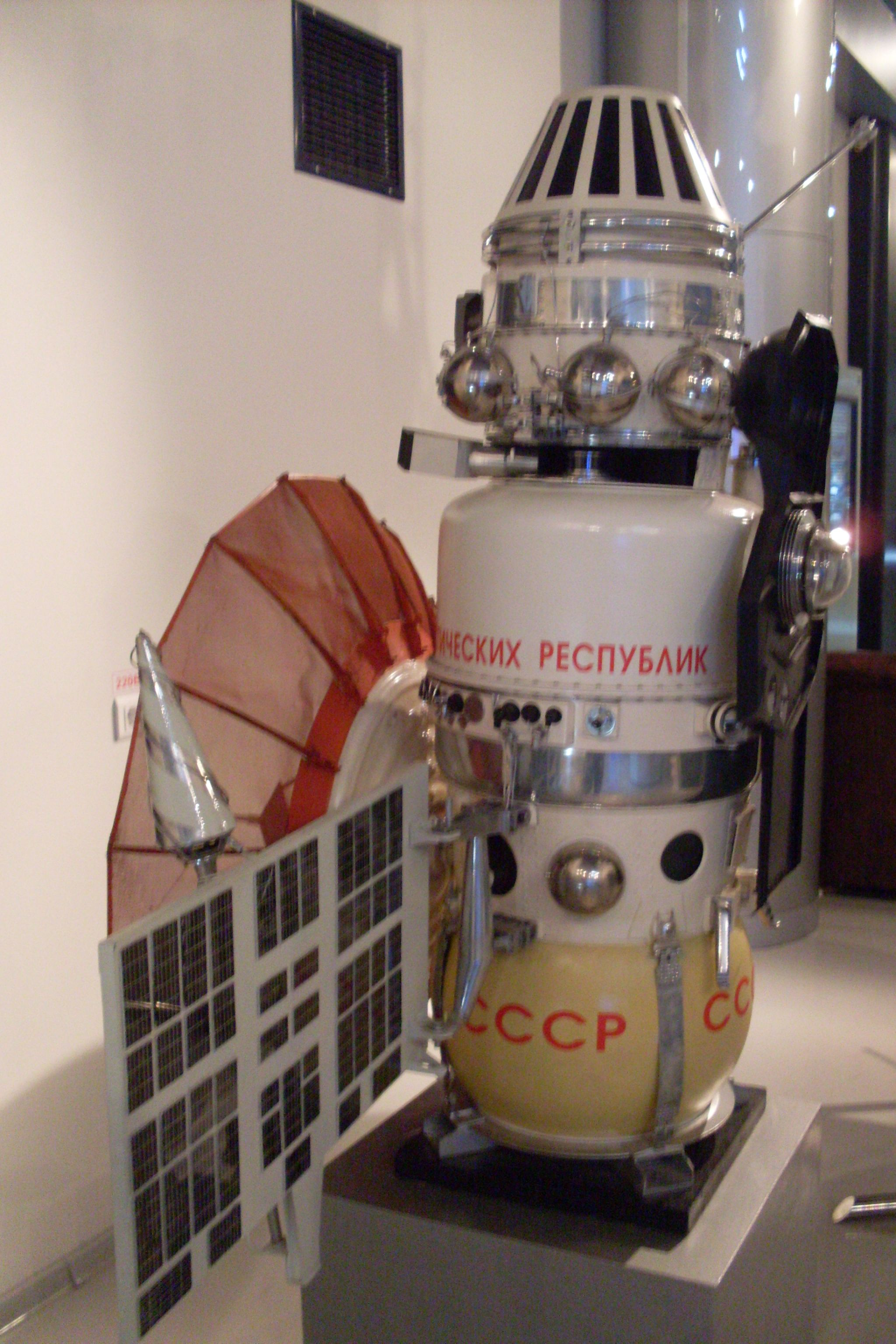
Maqueta (1:3) de la sonda Venera 4 al Museu Memorial de l'Astronàutica de Moscou.

Es va mesurar l'altitud de la sonda Venera en relació amb la superfície utilitzant un radioaltímetre que funcionava a 770 MHz. L'altímetre tenia una ambigüitat sencera de 30 km: és a dir, es donaria el mateix senyal de radar a una altitud de X, X més 30 km, X més 60 km, etc. (un efecte conegut com a aliàsing). Era un moment en què no es coneixia la distància entre la coberta de núvols i la superfície i, per aquesta ambigüitat, el primer retorn del radar, que ara es creu que es trobava a una altura real d'uns 55 quilòmetres, va ser mal interpretat inicialment com a 26 quilòmetres (16 mi). Per tant, a partir d'aquests resultats del radar mal interpretats, l'equip soviètic va anunciar inicialment que la sonda havia arribat a la superfície. Aquesta afirmació va ser descartada ràpidament com a incompatible amb el diàmetre planetari mesurat pel radar. Les lectures de pressió de la càpsula també van ser molt més baixes del que sembla que mostrin els models desenvolupats recentment sobre l'atmosfera del planeta Venus.

## Assoliments
Per primera vegada, es van realitzar anàlisis in situ de l'atmosfera d'un altre planeta i se'n van enviar les dades a la Terra; L'anàlisi incloïa la seva composició química, la temperatura i la pressió. La proporció mesurada de diòxid de carboni a nitrogen d'un valor de 13 corregia tant les estimacions anteriors (s'esperava una relació inversa en alguns quadrants) que alguns científics en van impugnar les observacions. L'estació principal no va detectar cap cinturó de radiació; en relació amb la Terra, el camp magnètic mesurat era 3000 vegades més feble, i la corona d'hidrogen era 1000 vegades menys dens. No s'hi va detectar oxigen atòmic. Totes les dades suggerien que l'aigua, si en algun moment hi va ser present, s'hauria escapat del planeta feia molt de temps. Aquesta conclusió va ser inesperada tenint en compte els gruixuts núvols venusians. A causa de la humitat insignificant, el sistema de bloqueig de sucre, emprat a Venera 4 en cas d'un aterratge sobre aigua, es va abandonar en el disseny de les següents sondes de venusianes.
La missió va ser considerada un èxit complet, especialment tenint en compte diversos errors anteriors de les sondes Venera. Tot i que el disseny de la Venera 4 permetia la transmissió de dades després de l'aterratge, les sondes que van de la Venera 3 a la 6 no van ser pensades per a suportar les pressions de la superfície venusiana. El primer aterratge amb èxit a Venus el va aconseguir la Venera 7 el 1970.